# Resultados do Carnaval do Rio de Janeiro em 1944
Nesta página está listado o resultado do concurso de escolas de samba do carnaval do Rio de Janeiro do ano de 1944. Não foram realizados os concursos de ranchos carnavalescos e de sociedades carnavalescas.
No início de 1944, a Força Expedicionária Brasileira se preparava para embarcar para a Itália se juntar aos Aliados da Segunda Guerra Mundial. Com o Brasil em estado de guerra contra as potências do Eixo, a Prefeitura do Distrito Federal do Brasil não apoiou a realização de eventos carnavalescos e não destinou verba para as agremiações. Assim como no ano anterior, o desfile das escolas de samba foi organizado e patrocinado pela Liga da Defesa Nacional e pela União Nacional dos Estudantes.
Nenhum órgão de imprensa cobriu os desfiles, que ficaram sem maiores registros ou informações oficiais. Sabe-se apenas que nove escolas desfilaram, sendo que Portela foi a campeã e a Estação Primeira de Mangueira ficou com o vice-campeonato. Foi o sexto título conquistado pela Portela no carnaval e o quarto consecutivo. A escola apresentou o enredo "Motivos Patrióticos", elaborado pela Liga da Defesa Nacional. Lino Manuel dos Reis, Euzébio e Nilton ficaram responsáveis por elaborar as alegorias.

## Escolas de samba
O desfile das escolas de samba do Rio de Janeiro de 1944 foi realizado no domingo, dia 20 de fevereiro do mesmo ano, na Avenida Rio Branco. Assim como no ano anterior, a Prefeitura do Distrito Federal do Brasil não apoiou a realização de eventos carnavalescos e não destinou verba para as agremiações. Mais uma vez, o evento foi organizado e patrocinado pela Liga da Defesa Nacional e pela União Nacional dos Estudantes. A União Geral das Escolas de Samba do Brasil (UGESB) facultou às escolas a decisão de desfilar ou não.

### Julgadores
A comissão julgadora foi formada por membros da Liga de Defesa Nacional e da União Nacional dos Estudantes.

### Classificação
Devido ao estado de guerra entre o Brasil e as potências do Eixo, nenhum órgão de imprensa designou repórteres para cobrir os desfiles, que ficaram sem maiores registros ou informações oficiais. Sabe-se apenas que nove escolas desfilaram, sendo que Portela foi a campeã e Estação Primeira de Mangueira ficou com o vice-campeonato.
A Portela conquistou seu sexto título no carnaval sendo, este, o quarto consecutivo. A escola apresentou o enredo "Motivos Patrióticos", elaborado pela Liga da Defesa Nacional. As alegorias, idealizadas por Lino Manuel dos Reis, Euzébio e Nilton, homenagearam os principais símbolos nacionais, como a Bandeira Nacional, o Brasão da República, o Hino Nacional, entre outros. O samba apresentado no desfile foi composto por Zé "Barriga Dura" e Nilton "Batatinha".
| Col. | Escola                        | Enredo              | Carnavalesco(a)                                                 |
| ---- | ----------------------------- | ------------------- | --------------------------------------------------------------- |
| 1    | Portela                       | Motivos Patrióticos | Liga da Defesa Nacional, Lino Manuel dos Reis, Euzébio e Nilton |
| 2    | Estação Primeira de Mangueira | Glória ao Samba     | Armando Silva                                                   |